# Cobertura da mídia sobre a Coreia do Norte
A cobertura midiática da Coreia do Norte (oficialmente conhecida como República Popular Democrática da Coreia) é prejudicada por uma extrema falta de informações confiáveis, junto com uma grande quantidade de falsidades sensacionalistas.
O governo norte-coreano impõe severas restrições ao acesso à Coreia do Norte por parte dos meios de comunicação estrangeiros. Na ausência de repórteres locais, uma fonte chave de informação sobre a Coreia do Norte é o testemunho dos desertores, que não são necessariamente confiáveis por diversas razões. No geral, muita informação sobre a Coreia do Norte é obtida através da Coreia do Sul, estado com o qual a Coreia do Norte está oficialmente em guerra. Este conflito de longa data entre os dois estados pode distorcer as informações recebidas.
Apesar de a Coreia do Norte ser considerada um mistério para os estrangeiros, o forte interesse na família Kim, bem como os mal-entendidos sobre a cultura coreana têm levado a relatos imprecisos. Na ausência de evidências sólidas, alguns meios de comunicação recorrem ao sensacionalismo, baseando suas reportagens em rumores. Estereótipos, exageros ou caricaturas distorcem algumas notícias sobre a Coreia do Norte. Algumas reportagens de veículos considerados confiáveis foram baseadas em sátiras produzidas por humoristas.

## Avaliação geral
Em 2014, Tania Branigan, correspondente do The Guardian, disse que "há poucos assuntos internacionais sobre os quais se publica tanto sem se preocupar com a verdade" por meios de comunicação "com todos os tipos de pontos de vista e de qualidade muito variável". Branigan oferece várias razões pelas quais isso ocorre. Primeiro, visto que as histórias sobre a Coreia do Norte atraem muitos leitores, editores e repórteres, muitos têm a tentação irresistível de publicar histórias sem confirmação.
Em segundo lugar, os jornalistas praticamente não têm fontes na Coreia do Norte: "Não podemos pegar o telefone e pedir comentários a Pyongyang e depois telefonar a alguns agricultores norte-coreanos para ver se concordam. Mesmo que telefonemos a um especialista, muitas vezes eles estarão a formular hipóteses.... No pior dos cenários, só conseguiremos descobrir se o relato é plausível ou não. A exigência de notícias contínuas contribui para isso, porque agora temos um sistema onde as pessoas produzem histórias muito mais rapidamente. Em muitos casos, os sites fazem pouca ou nenhuma investigação independente. Erros são replicados e até mesmo ampliados".
Terceiro, relativamente poucos jornalistas falam coreano. Quarto, porque a Coreia do Norte é um país isolado, "as histórias podem ser bastante difíceis de refutar: as dificuldades de acesso à informação também significam que é impossível para alguém refutar categoricamente muitas histórias sobre a Coreia do Norte. Assim, um website ou canal de televisão pode publicar um notícia altamente questionável, mas mesmo que sejam questionados, é difícil demonstrar que estão indiscutivelmente errados".
Finalmente, “a Coreia do Norte é simplesmente tão bizarra e improvável em muitos aspectos que muitas vezes parece que tudo é possível lá”.
Em 2022, David Tizzard escreveu no NK News: "Sem dúvida é verdade que alguns meios de comunicação usam linguagem exagerada e orientalista nas suas reportagens sobre a vida na RPDC. Muitos conhecem as histórias sensacionalistas sobre pessoas dilaceradas por cães, o presidente que acertou onze tacadas perfeitas em sequência em um partida de golfe e assim por diante. Essas reportagens são incrivelmente problemáticas e não se restringem apenas aos tablóides e websites marginais. Mas há também uma quantidade considerável de cobertura precisa, informada e equilibrada sobre a Coreia do Norte. Na verdade, poderíamos afirmar que compreendemos esse país melhor do que nunca."

## Falta de informações confiáveis

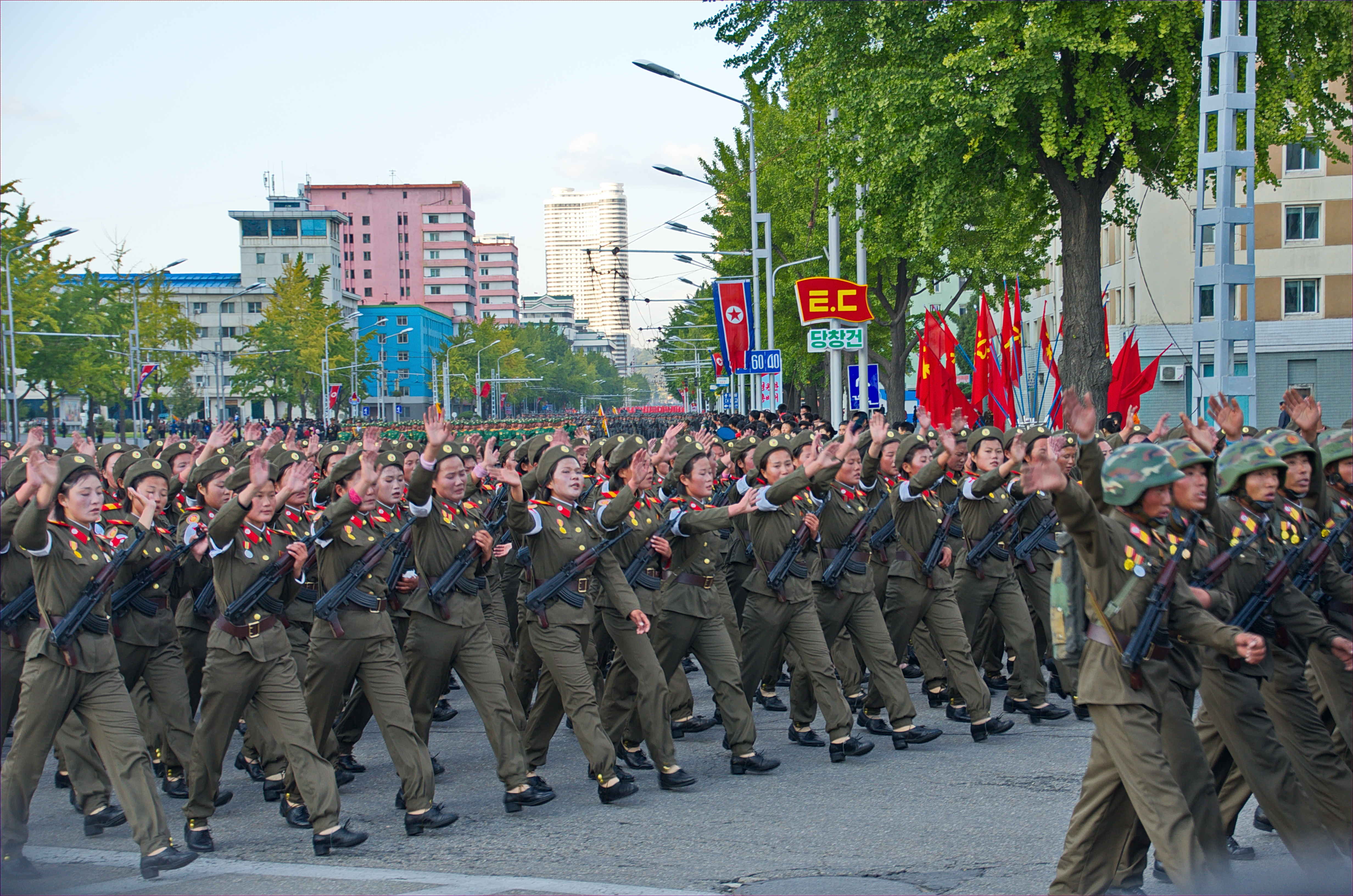
A cobertura da mídia sobre a Coreia do Norte frequentemente apresenta paradas militares

A cobertura da mídia é dificultada pela falta de informação confiável. A verificação dos fatos é notoriamente difícil. Por exemplo, o investigador Christopher Green descreveu a tentativa de confirmar uma história sobre o vice-marechal Ri Yong-ho ter sido morto num tiroteio em Pyongyang em 2012, mas não conseguiu encontrar uma fonte que soubesse disso. Até as agências de inteligência enfrentam dificuldades nesse aspecto. O ex-embaixador dos EUA na Coreia do Sul, Conselheiro de Segurança Nacional e agente da CIA, Donald Gregg, descreveu a Coreia do Norte como a "falha de inteligência mais antiga na história da espionagem dos EUA". O ex-diretor da CIA, Robert Gates, chamou-a de “alvo de inteligência mais difícil do mundo”. O economista Rüdiger Frank, falando sobre as dificuldades na análise dos dados económicos norte-coreanos, disse: "O principal problema não é a confiabilidade dos dados; há uma falta de números em geral, mesmo os manipulados".
Isaac Stone Fish, da revista Foreign Policy, e Christophe Deloire, dos Repórteres Sem Fronteiras, descreveram o país como um "buraco negro" de informação. Fatos simples, como se a maconha é ilegal na Coreia do Norte, são difíceis de apurar. De acordo com Ralph Cossa, presidente do Fórum do Pacífico do Centro de Estudos Estratégicos e Internacionais, “qualquer um que lhe diga que sabe alguma coisa com certeza sobre a Coreia do Norte está tentando enganar você ou enganar a si mesmo”. O analista Andrei Lankov comparou os relatos sobre a Coreia do Norte à fábula dos cegos e do elefante, com os analistas extrapolando falsamente a partir de dados limitados. Vários autores já referiram-se à Coreia do Norte como uma "fábrica de rumores". Jornalistas e especialistas em mídia da Coreia do Sul têm descrito isso como um “problema sistêmico”.
Devido à popularidade das notícias sobre o país, muitas vezes as histórias são divulgadas amplamente em meios de comunicação  globais sem um mínimo de verificação ou análise de fatos. Muitas vezes, jornalistas replicam as histórias de forma acrítica porque as avaliam como impossíveis de confirmar. Jornalistas sul-coreanos têm relatado um círculo vicioso, em que um boato relatado na Coreia do Sul é noticiado por um meio de comunicação internacional, para depois ser noticiado pela mídia sul-coreana como um fato. Relatos falsos de mortes e golpes de estado tem ocorrido com frequência ao longo das décadas.
Em 2020, acadêmicos e políticos da Coreia do Sul expressaram preocupação com notícias falsas sobre a Coreia do Norte. O Instituto de Estudos do Extremo Oriente da Universidade Kyungnam publicou um livro, Multi-layer Analysis and Understanding of False Information about North Korea (Análise multi-camadas e compreensão de informações falsas sobre a Coreia do Norte), que analisa o assunto.

## Jornalismo na Coreia do Norte

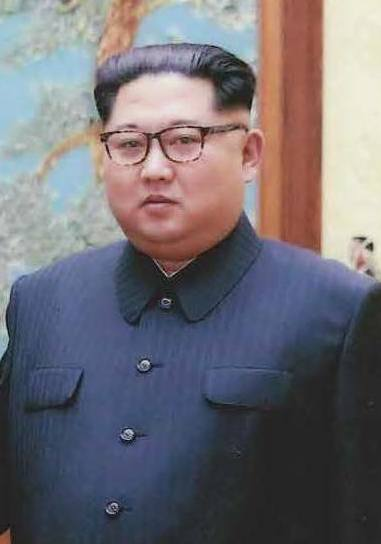
Em agosto de 2020, vários tablóides publicaram incorretamente a manchete de que o Líder Supremo Kim Jong Un estava morto ou em coma, com base em comentários de um ex-diplomata sul-coreano.

A mídia na Coreia do Norte está sob o controle governamental mais estrito do mundo. O principal meio de comunicação local é a Agência Central de Notícias da Coreia. A Coreia do Norte tem um alto nível de segurança e sigilo. A comunicação com o mundo exterior é limitada e a comunicação interna às vezes também parece limitada. A Repórteres Sem Fronteiras descreve a Coreia do Norte como o país mais fechado do mundo, classificando-a em último lugar no Índice de Liberdade de Imprensa. DPRK Today é um site chinês que veicula propaganda norte-coreana, mas não é exatamente o porta-voz do governo norte-coreano.
O governo norte-coreano impõe restrições rigorosas a jornalistas estrangeiros, visitantes e até mesmo moradores estrangeiros. A liberdade de movimento é severamente restringida, as interações com a população local são supervisionadas e a fotografia é fortemente regulamentada. Por causa disso, jornalistas muitas vezes têm dificuldade em confirmar relatos e estabelecer fatos concretos. Muitos analistas e jornalistas nunca visitaram a Coreia do Norte ou tiveram acesso muito limitado. Como resultado, os seus livros e artigos podem basear-se em especulações e escassas informações recolhidas de uma única fonte não confirmada, como um desertor. Outros relatórios baseiam-se na análise de imagens de satélite.
Muitos jornalistas estrangeiros que visitam o país enfrentam problemas, visto que jornalistas norte-coreanos e ocidentais têm entendimentos diferentes sobre o papel dos meios de comunicação social. Os norte-coreanos esperam que os jornalistas ocidentais se comportem como os jornalistas soviéticos durante a Guerra Fria, enquanto os jornalistas ocidentais gostariam de exercer a liberdade de imprensa de forma mais ampla. Pesquisar temas como campos de prisioneiros está fora dos limites, e as autoridades norte-coreanas muitas vezes relutam em dar declarações oficialmente. Tal como acontece com turistas, os jornalistas estrangeiros são sempre acompanhados por guias e quaisquer encontros com os locais são organizados previamente. Jornalistas estrangeiros têm acesso à Internet, o que possibilita reportagens em tempo real. Embora o controle seja rigoroso,  jornalistas estrangeiros raramente são expulsos do país. Em 2014, o fotógrafo Eric Lafforgue foi proibido de retornar depois de tirar muitas fotos espontâneas. Em 2019, o estudante australiano Alek Sigley foi detido e deportado, sob alegações de que os textos que escreveu para meios de comunicação como o NK News eram espionagem.
Em 2019, havia apenas cinco correspondentes estrangeiros permanentes na Coreia do Norte, pertencentes às seguintes agências: a agência de notícias russa TASS, o Diário do Povo da China, a Televisão Central da China e a agência estatal chinesa Xinhua, e a estatal Prensa Latina de Cuba. O correspondente de Cuba teve maior acesso do que muitos jornalistas estrangeiros, mas ainda enfrentou restrições, como a impossibilidade de utilizar o transporte público. Jornalistas independentes visitam ocasionalmente e um grande número de meios de comunicação internacionais convergem para o país durante grandes eventos.
Em 2006, Associated Press abriu um escritório de vídeo em Pyongyang. Em 2012, o escritório se tornou o primeiro escritório "all-format" (capaz de reportar em todosos formatos) de uma agência ocidental no país. A agência não têm funcionários em tempo integral, visto que o visto dos jornalistas permite que permaneçam apenas algumas semanas no país. O fotógrafo da AP David Guttenfelder visita a Coreia do Norte desde 2000 e tem percebido a flexibilização das restrições ao longo do tempo. Em 2013, ele relatou poder enviar fotos pelo Instagram sem censura.
A Agence France-Presse abriu um escritório na Coreia do Norte em 2016. Devido a um acordo com a Agência Central de Notícias da Coreia, a AFP pode enviar equipes de jornalistas ao país. Como parte do acordo, um fotógrafo e um cinegrafista norte-coreanos produzirão conteúdo sob supervisão da AFP. A agência de notícias japonesa Kyodo também tem uma sucursal, mas tal como a AP e a AFP não tem funcionários em tempo integral.

## Desertores

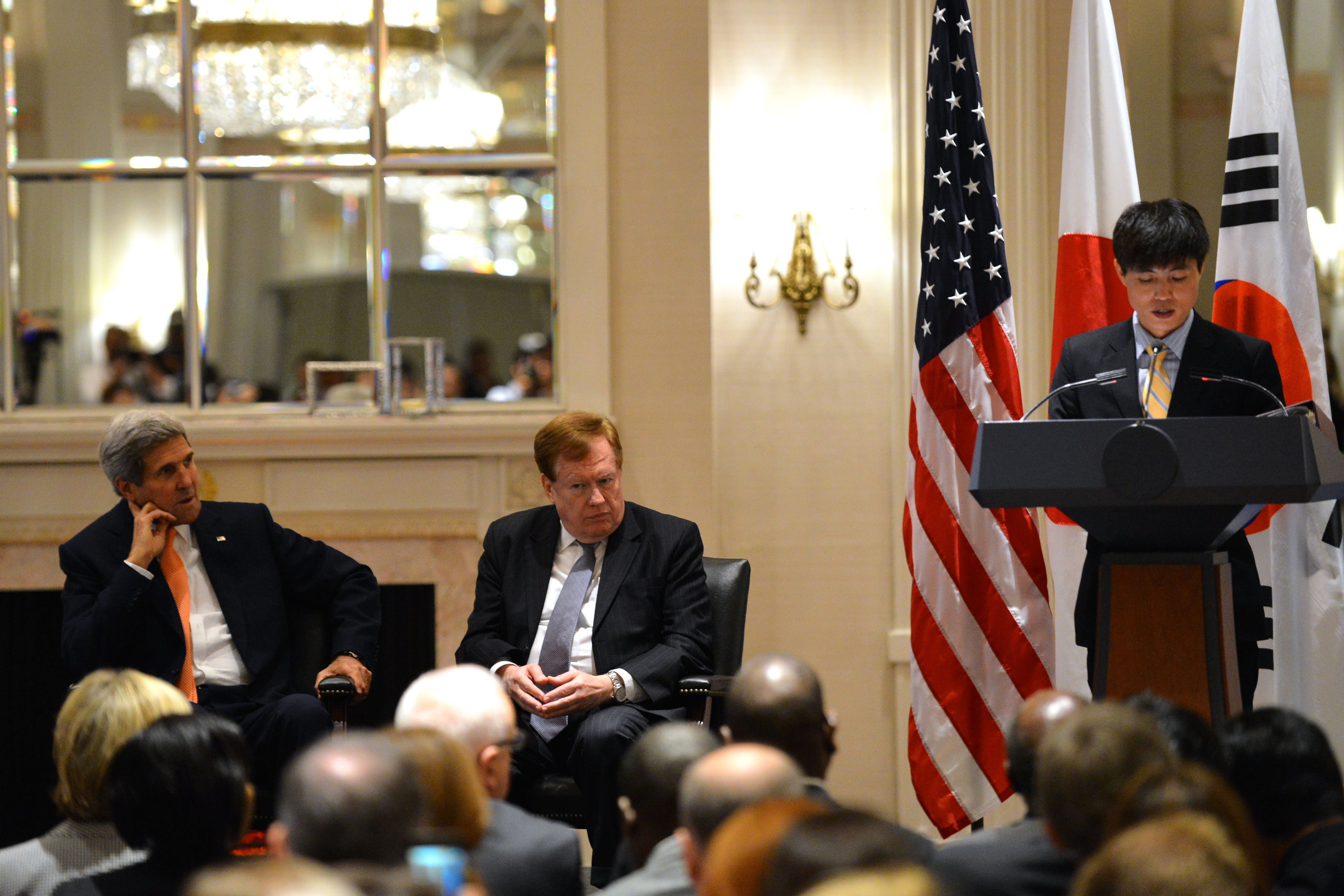
O secretário de Estado dos EUA, John Kerry, ouve Shin Dong-hyuk falar sobre suas experiências na Coreia do Norte.

Os desertores da Coreia do Norte são uma fonte primária importante para agentes de inteligência, acadêmicos, ativistas e jornalistas. Embora o seu testemunho seja considerado valioso, há um ceticismo crescente sobre a veracidade dos seus relatos. Muitas vezes os desertores são citados anonimamente para proteger as suas identidades, o que torna difícil a verificação dos seus relatos. Além disso, os desertores muitas vezes têm experiência limitada e não são especialistas na Coreia do Norte.
Por outro lado, quando entrevistados em 2017 pela Comissão Nacional de Direitos Humanos da Coreia, muitos desertores queixaram-se de que os jornalistas na Coreia do Sul tinham violado o seu direito à privacidade.
Felix Abt, um empresário suíço que viveu na RPDC, afirma que os desertores são inerentemente tendenciosos. Ele diz que 70% dos desertores que vivem na Coreia do Sul estão desempregados e que vender histórias sensacionalistas é uma forma de ganharem a vida. Ele também afirma que a esmagadora maioria dos desertores vem da província de Hamgyong do Norte, uma das províncias mais pobres da Coreia do Norte, e muitas vezes guardam rancor de Pyongyang e das províncias próximas. Ele critica jornalistas e acadêmicos por não questionarem mesmo as afirmações mais bizarras feitas por desertores. Da mesma forma, o académico Hyung Gu Lynn comentou que alguns desertores exageram ou inventam histórias para vender livros ou contribuir para a mudança de regime. Representantes da comunidade de desertores na Coreia do Sul também expressaram preocupação com a falta de confiabilidade do testemunho dos desertores.
A jornalista Jiyoung Song disse que encontrou inúmeras histórias inconsistentes ao entrevistar desertores durante dezesseis anos. Ela observou que entrevistas pagas em dinheiro são padrão e aumentaram ao longo dos anos. Quanto mais exclusiva ou emocional for a história, maior será o pagamento. Outros jornalistas sul-coreanos acusaram desertores de produzirem fantasias por dinheiro.
Depois de uma longa entrevista com Shin Dong-hyuk, um famoso desertor, o jornalista Blaine Harden escreveu em 2012: "É claro que não havia como confirmar o que ele estava dizendo. Shin era a única fonte disponível de informações sobre sua infância". De acordo com Harden, Shin confessou que a história que ele contou sobre sua mãe, e que consta em sua biografia, não era verdadeira: "Shin disse que mentiu sobre a fuga de sua mãe. Ele inventou a história pouco antes de chegar à Coreia do Sul." Em janeiro de 2015, Harden anunciou que Shin havia admitido que o relato de sua vida que ele havia feito a Harden também era falso.  O analista Andrei Lankov comentou que "algumas suspeitas foram confirmadas quando Shin de repente admitiu o que muitos suspeitavam até então", descreveu o livro de Harden como não confiável e observou que os desertores enfrentaram considerável pressão psicológica para exagerar suas histórias.
Em 2017, Chun Hye Sung, uma desertora que havia sido convidada em vários programas de TV sul-coreanos usando o nome de Lim Ji-hyun, retornou ao Norte. Na TV norte-coreana, ela disse que foi pressionada a fabricar histórias prejudiciais à Coreia do Norte. A emissora sul-coreana negou as suas alegações e alguns observadores sugeriram que ela estava a falar sob coação.

## Viés político

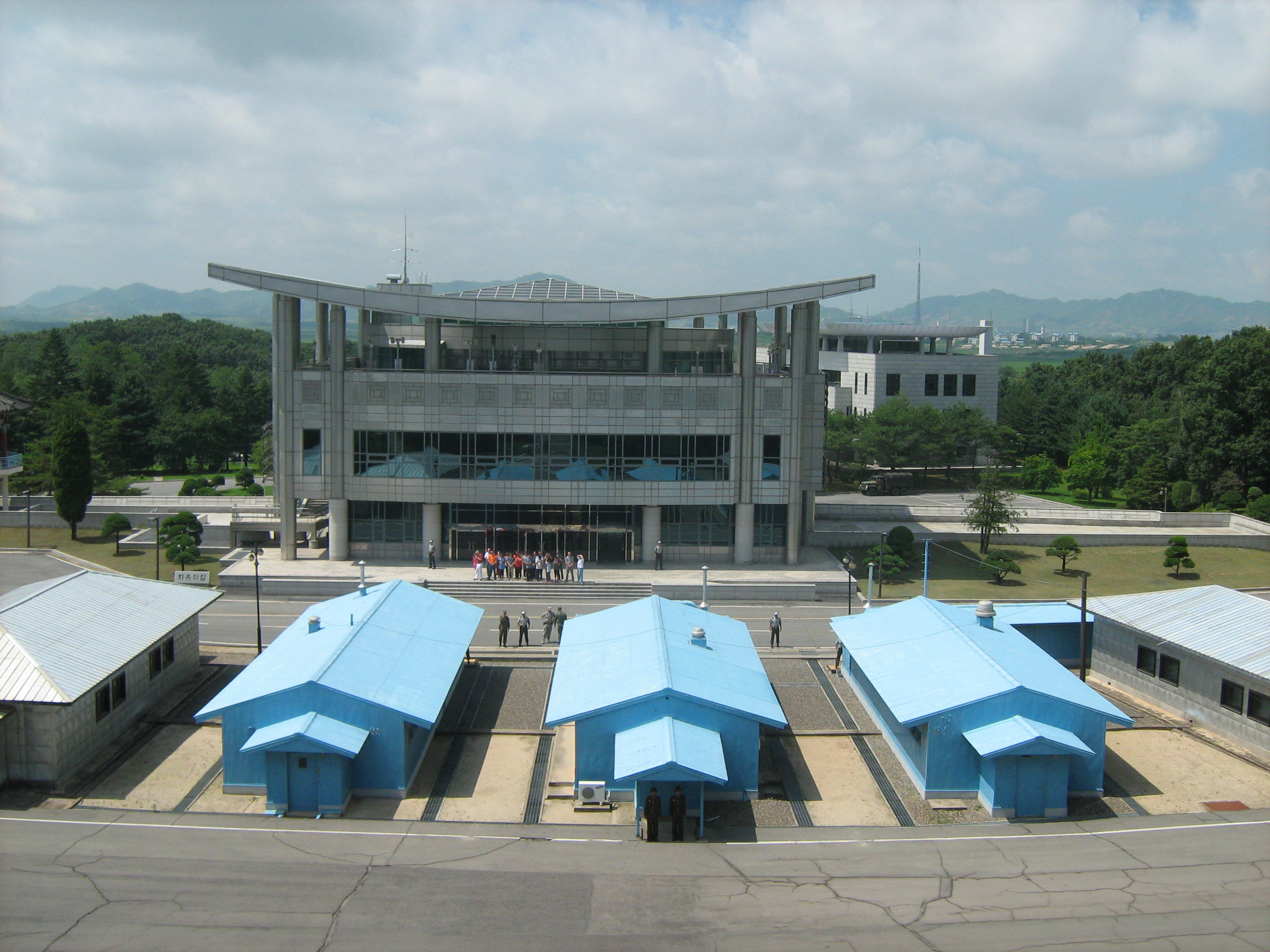
A DMZ coreana, vista do norte. A divisão política da Coreia continua a afectar a cobertura midiática da Coreia do Norte.

Desde a Guerra da Coreia (1950-1953), as duas Coreias têm se hostilizado na Zona Desmilitarizada Coreana, com um batalhão americano permanente situado no sul. O jornalismo honesto pode acabar comprometido como resultado desta guerra fria. Jornalistas e especialistas em meios de comunicação social na Coreia do Sul concluíram que a hostilidade política distorce a cobertura midiática. De acordo com Damin Jung da NK News, escrevendo em 2017, a Coreia do Sul era a fonte de algumas das coberturas menos confiáveis, apesar de ter potencial para fornecer relatos mais precisos. Os jornalistas trabalhavam com uma mentalidade de guerra, e suas reportagem eram fortemente influenciadas pelo clima político na Coreia do Sul. Jornalistas sul-coreanos são, via de regra, proibidos de acessar os meios de comunicação norte-coreanos e poucos deles estiveram no norte, fazendo com que suas reportagens sejam superficiais e mal pesquisadas. Correções de reportagens sobre a Coreia do Norte são praticamente desconhecidas na Coreia do Sul.
Autoridades norte-coreanas atribuem informações erradas sobre o país à desinformação espalhada pela Coreia do Sul e pelos Estados Unidos. O Comitê para a Reunificação Pacífica da Pátria, uma organização apoiada pela RPDC, acusou o Chosun Ilbo, um importante jornal sul-coreano, de empregar “jornalistas hackers” que intencionalmente reportam informações falsas a mando do governo sul-coreano. A jornalista americana Barbara Demick fez uma crítica semelhante. Após o fracasso da delegação norte-coreana nas negociações com Donald Trump em Hanói, o Chosun Ilbo informou que a equipe de negociação de Kim Jong Un foi executada ou enviada para campos de trabalhos forçados. No entanto, o negociador principal, Kim Yong-chol, compareceu a um evento pouco depois.
Muitas vezes, o caminho percorrido pela informação inicia com o Serviço Nacional de Inteligência (SNI) da Coreia do Sul informando políticos sul-coreanos, que por sua vez informam os meios de comunicação, criando terreno fértil para mal-entendidos, especialmente considerando que há repórteres ávidos por histórias sinistras. Com frequência as autoridades sul-coreanas informam a mídia anonimamente, tornando impossível responsabilizar alguém caso se descubra que a informação seja falsa. Além disso, o SNI já foi acusado de divulgar informações não verificadas — como a notícia falsa sobre a execução do General Ri Yong-gil — que contribuem para a imagem de uma Coreia do Norte perigosa e instável. Segundo o historiador americano Bruce Cumings, os serviços de inteligência sul-coreanos têm um longo histórico de fornecimento de desinformação a jornalistas estrangeiros.
A Lei de Segurança Nacional da Coreia do Sul tem sido usada para restringir a liberdade acadêmica e a discussão sobre temas norte-coreanos, de acordo com a Anistia Internacional. De acordo com o relatório, a lei tem sido usada para prender pessoas que  publicam material pró-Corea do norte na internet. A Lei de Segurança Nacional tem sido historicamente utilizada para impedir que os sul-coreanos acessem sites de notícias baseados nos EUA cujo foco seja a Coreia do Norte, como o NK News em 2014, e o North Korea Tech em 2016.
O analista de estudos coreanos Andrei Lankov argumenta que a mídia tradicional encobre histórias sobre relativas melhorias na Coreia do Norte para evitar dar a impressão de estar apoiando o governo do país.
Em junho de 2013, o colunista do Washington Post, Max Fisher, noticiou alegações do New Focus International, um site administrado por desertores norte-coreanos, de que Kim Jong Un havia distribuído cópias do Mein Kampf de Adolf Hitler para outros membros do governo norte-coreano. Isto fez do Post o primeiro grande meio de comunicação a repetir esses rumores, que se espalhavam entre os desertores norte-coreanos na China. Em resposta, os especialistas Andrei Lankov e Fyodor Tertitskiy apontaram que a história era extremamente improvável: a influência soviética nos livros didáticos de história na Coreia do Norte e o fato de a Alemanha nazista ser aliada ao Império Japonês (que havia invadido a Coreia) significava que os norte-coreanos tinha desprezo pela Alemanha nazi e, na verdade, os próprios meios de comunicação estatais norte-coreanos compararam por vezes os líderes sul-coreanos ou americanos a Hitler. Lankov sugeriu que a rapidez com que os meios de comunicação aceitaram a história apontava para uma "visão simplista do mundo" na qual "os vilões também estão unidos e compartilham uma ideologia má e repressiva". Tanto Lankov quanto Tertitskiy descreveram o boato como um exemplo da lei de Godwin. O próprio Fisher criticaria mais tarde os meios de comunicação dos EUA pelo seu "alto grau de credulidade" nas reportagens sobre a Coreia do Norte.